# Ременини
Ременини місц. назва Ременины (словац. Ременини) — село в Словаччині, у Врановському окрузі Пряшівського краю. Розташоване в північно-східній частині Словаччини в південній частині Низьких Бескидів. Протікає Волянський потік.
Уперше згадується у 1356 році.
У селі є греко-католицька церква Різдва Пресвятої Богородиці (1725), перебудована у 1850 році.

## Населення
| Рік:            | 1994. | 2004.   | 2014.   | 2024.   |
| --------------- | ----- | ------- | ------- | ------- |
| Кількість осіб: | 276   | 294     | 302     | 282     |
| Різниця:        |       | +6,52 % | +2,72 % | -6,62 % |

| Рік:            | 2023. | 2024.   |
| --------------- | ----- | ------- |
| Кількість осіб: | 270   | 282     |
| Різниця:        |       | +4,44 % |

В селі проживає 308 осіб.
Національний склад населення (за даними перепису 2001 року):
- словаки — 99,66 %
- чехи — 0,34 %

Склад населення за приналежністю до релігії станом на 2001 рік:
- греко-католики — 63,18 %,
- римо-католики — 27,36 %,
- протестанти — 7,43 %,
- православні — 0,68 %,
- не вважають себе віруючими або не належать до жодної вищезгаданої церкви- 1,36 %